# Sappeenjärvi
Sappeenjärvi är en sjö i kommunen Pälkäne i landskapet Birkaland i Finland. Arean är 41 hektar och strandlinjen är 4,71 kilometer lång. Sjön  ingår i Kumo älvs huvudavrinningsområde.   Den ligger omkring 39 kilometer öster om Tammerfors och omkring 140 kilometer norr om Helsingfors. 